# Via marítima del Sant Llorenç

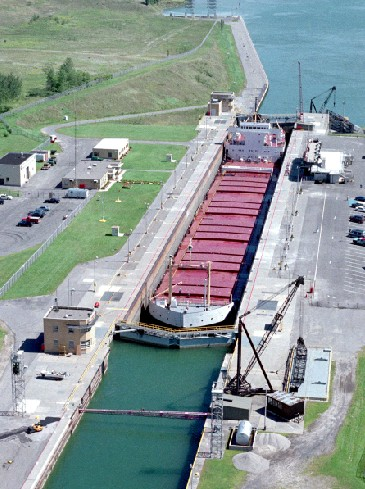
Les rescloses (locks) Eisenhower a Massena, Nova York.

La Via marítima del riu Sant Llorenç (en anglès:Saint Lawrence Seaway (St. Lawrence Seaway), en francès: la Voie Maritime du Saint-Laurent), és el nom comú pel sistema de rescloses i canals que permet desplaçar-se als vaixells oceànics des de l'Atlàntic fins als Grans Llacs d'Amèrica del Nord tant a l'interior com a l'extrem oest del Llac Superior. Legalment aquesta via s'estén des de Mont-real (Quebec) al Llac Erie i inclou el Canal Welland. Un gran nombre de canals són gestionats pel Canadà a través de la Saint Lawrence Seaway Management Corporation i els altres són gestionats pels Estats Units pel Saint Lawrence Seaway Development Corporation.

## Història
La via marítima del Sant Llorenç va ser precedida per molts altres canals. El 1871, les comportes del riu Sant Llorenç permetien el trànsit de vaixells de 57 m de llarg i 13, 56 m d'amplada i 2,7 m de fons. El 1932 Canadà i Estats Units van fer un tractat però que no va ser acceptat pel Congrés com també va passar l'any 1941. Entre 1951 i 1952 els canadencs decidiren iniciar la construcció de la via per ells mateixos cosa que els Estats Units van considerar perillós per la seva seguretat nacional i des de 1954 els Estats Units també hi va participar. Aquesta via marítima es va obrir l'any 1959 va costar 470 milions de dòlars canadencs, la major part els va pagar el govern del Canadà. 

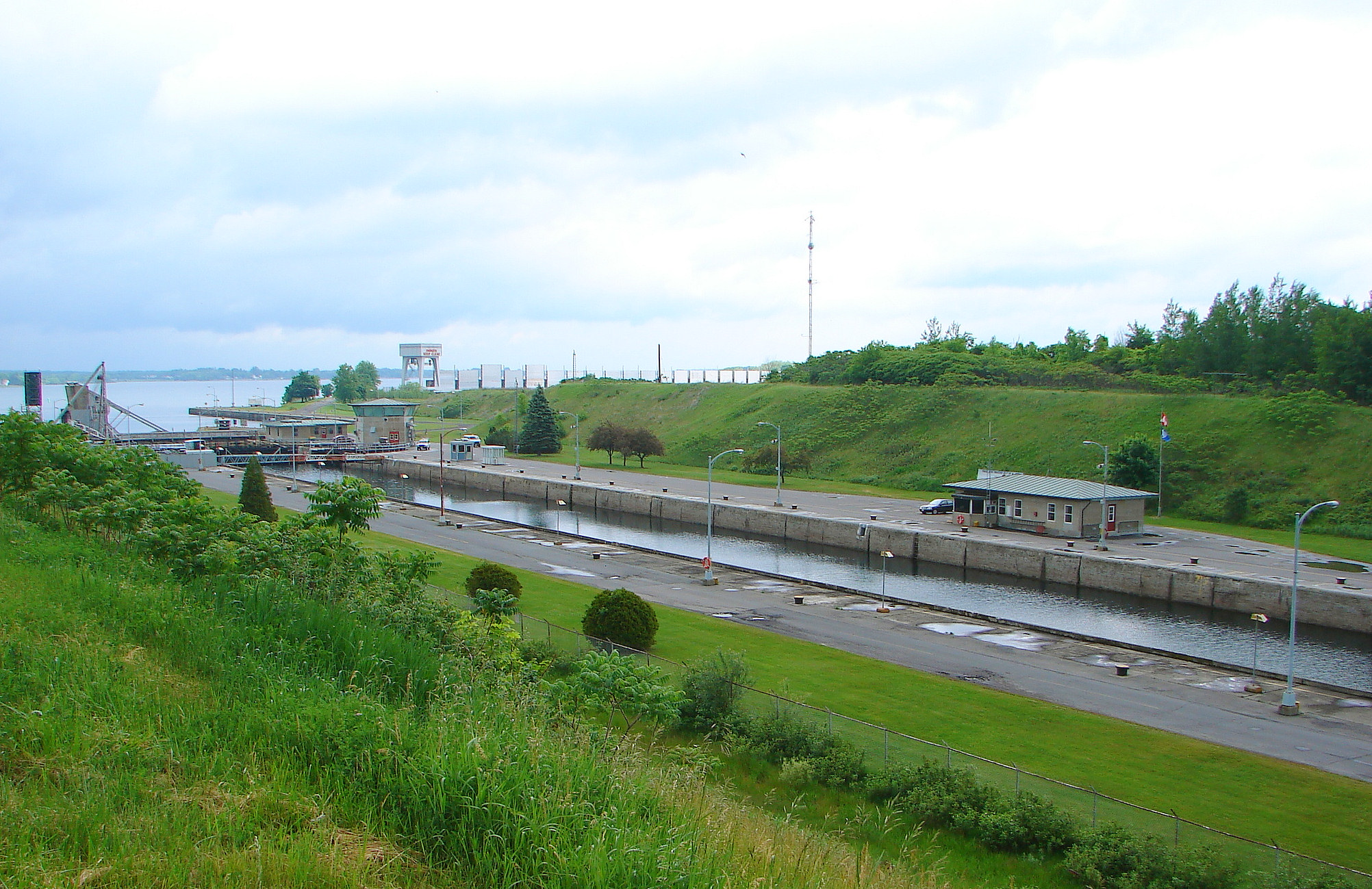
Rescloses Iroquois

Hi ha sis rescloses en aquesta via marítima en sentit estricte, sense incloure les del Canal Welland, que són:
1. St. Lambert Lock -
2. Côte Ste. Catherine Lock -
3. Beauharnois Locks (2 rescloses) -
4. Snell Lock -
5. Eisenhower Lock -
6. Iroquois Lock -

## Dimensions del canal i les rescloses
La mida dels vaixells que poden travessar la via marítima està limitada per la mida de les rescloses. Les rescloses en el riu Sant Llorenç i en el canal Welland fan 233,5 m de llarg, 24,4 m d'ample i 9,14 m de fondària. La mida màxima dels vaixells que es permet passar és lleugerament més petita 225,6 m de llarg 23,8 m d'amplada i 8,1 m de fondària. Hi ha un projecte per a poder permetre el trànsit dels vaixells amb contenidors.